# Elaphe slowinskii
Elaphe slowinskii este o specie de șerpi din genul Elaphe, familia Colubridae, descrisă de Frank T. Burbrink în anul 2002. Conform Catalogue of Life specia Elaphe slowinskii nu are subspecii cunoscute.